# Jan Lohelius
Jan Lohelius (ur. 1549 w Třebeniu, zm. 2 listopada 1622 w Pradze) – czeski duchowny kościoła katolickiego, arcybiskup metropolita praski od 1612 r.

## Życiorys
Urodził się w 1549 r. Třebeň jako syn miejscowego woźnicy. W młodości wstąpił do zakonu norbertanów. Następnie studiował retorykę, filozofię i teologię na Uniwersytecie Praskim. Kształcił się potem w klasztorze norbertanów w Tepl.
W 1578 r. został przeorem klasztoru strahowskiego, a następnie w 1582 r. jego opatem. Pięć lat później powołano go na urząd wikariusza generalnego zakonu norbertanów dla całej Rzeszy Niemieckiej i Królestwa Polskiego. Za jego rządów strahowski klasztor przeżywał swój rozkwit zdobywając ciesząc się prestiżem w całym kraju.
W 1602 r. został mianowany biskupem pomocniczym archidiecezji praskiej. Trzy lata później miała miejsce jego konsekracja. Postępująca choroba abpa Karela z Lamberka, zaangażowanego w akcje rekatolicyzacyjną w Czechach, spowodowała mianowanie 14 maja 1612 r. Jana Loheliusa koadiutorem archidiecezji praskiej przez papieża Pawła V.
Cztery miesiące później po śmierci Lemberka został dwunastym arcybiskupem metropolitą praskim oraz wielkim mistrzem zakonu krzyżowców z czerwoną gwiazdą.
Na jego pontyfikat przypadł bardzo trudny okres w historii Czech spowodowany wybuchem wojny trzydziestoletniej. W jej trakcie dokonano likwidacji wielu klasztorów i zniszczenia wielu kościołów przez protestantów. Podczas powstania czeskiego (1618–1622) Jan Lohelius uciekł z Pragi do Wiednia, skąd powrócił dopiero po klęsce rebeliantów na Białej Górze.
Jan Lohelius zmarł w 1622 r. i został pochowany w kościele klasztornym Najświętszej Maryi Panny na Strahowie.